# Paratriarius dorsatus
Paratriarius dorsatus är en skalbaggsart som först beskrevs av Thomas Say 1824.  Paratriarius dorsatus ingår i släktet Paratriarius och familjen bladbaggar. Inga underarter finns listade i Catalogue of Life.